# Dale (Pembrokeshire)
Dale ist ein Dorf mit rund 225 Einwohnern in der Traditionellen Grafschaft Pembrokeshire im Südwesten von Wales. Es liegt inmitten des Pembrokeshire-Coast-Nationalparks auf der Dale-Halbinsel, die das Nordufer der Einfahrt in den Milford Haven Waterway bildet.
Der Ort ist ein beliebter Ferienort, mit Segeln, Windsurfing und Wandern als Hauptattraktionen. Der Fernwanderweg Pembrokeshire Coast Path verläuft entlang der Küste in Dale.

## Dale Castle
Dale war einst Sitz der Familie de Vale, normannische Marcher Lords, die das Gebiet in königlich-englischem Auftrag im 12. Jahrhundert erobert hatten und im 13. Jahrhundert das Dale Castle erbauten. Das Schloss, unweit oberhalb des Dorfs gelegen, wurde 1910 teilweise abgerissen, und die verbliebenen Teile wurden zu einem Wohnhaus im Stile einer wehrhaften Villa umgebaut. Der Bau ist in Privatbesitz und der Öffentlichkeit nicht zugänglich.

## Dale Fort
Etwa 1 km südöstlich der Siedlung befindet sich das Dale Fort, eine in den 1850er Jahren erbaute Artilleriefestung auf einer felsigen, nach Osten in den Milford Haven Waterway ragenden kleinen Halbinsel, die die Einfahrt nach Milford Haven und die Reede von „Dale Roads“ bewachte. Sie beherbergt seit 1959 ein Studienzentrum des „Field Studies Council“ (FSC), wo jährlich tausende von Oberschülern Einsicht in Ökologie, Biologie, Meeresbiologie, Geologie und verwandte Wissensgebiete erlangen.

## Dale Airfield
Unmittelbar nordwestlich der Dorfsiedlung wurde 1941 ein Militärflugplatz gebaut, der von 1942 bis Kriegsende von der Royal Air Force, danach noch bis 1947 vom Fleet Air Arm genutzt wurde. Die drei Start- und Landebahnen und die betonierten Stellplätze für Flugzeuge sind noch immer vorhanden. Das gesamte Gelände ist heute wieder in Privatbesitz.

## Sea Empress Unglück
Am 15. Februar 1996 lief der Tanker Sea Empress unmittelbar südlich von Dale auf Felsen, riss sich den Rumpf auf und verlor, bis er schließlich am 21. Februar nach Milford Haven geschleppt werden konnte, rund 72.000 Tonnen Rohöl., was eine ausgedehnte schwere Ölverschmutzung verursachte.

## Fotogalerie

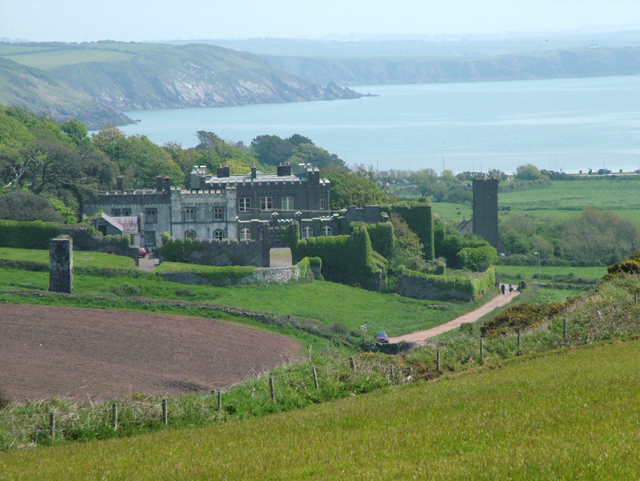
Dale Castle und Kirche
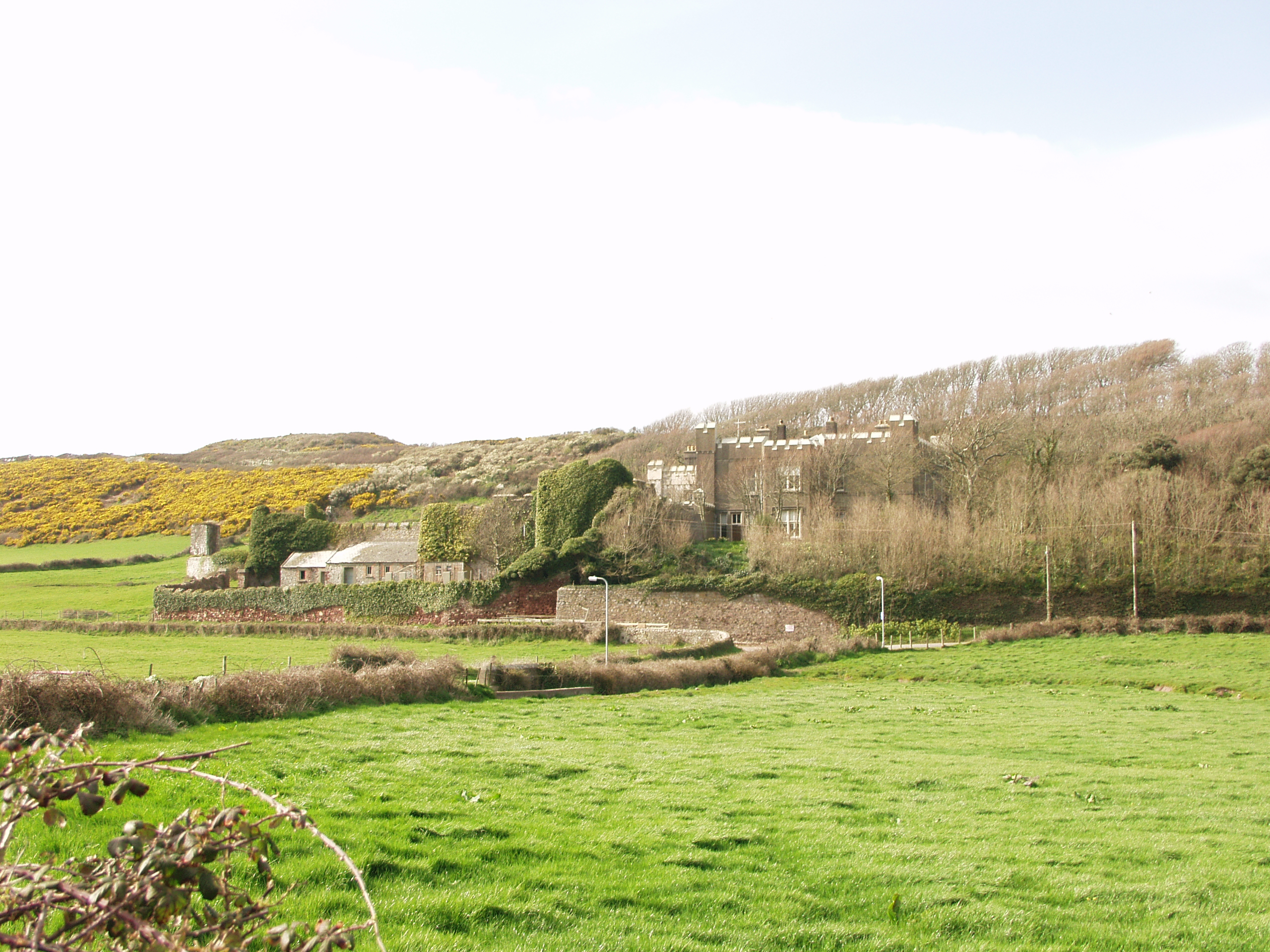
Dale Castle
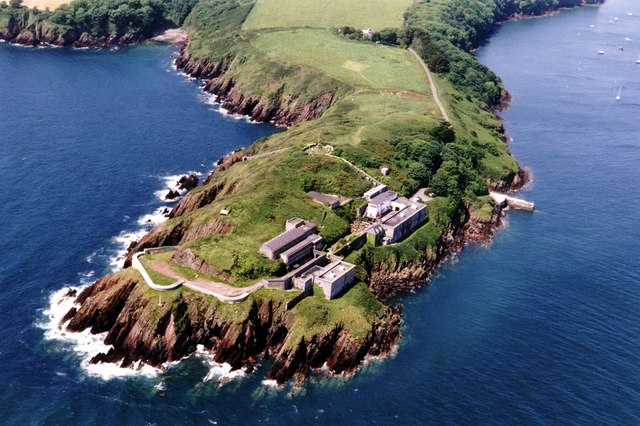
Dale Fort
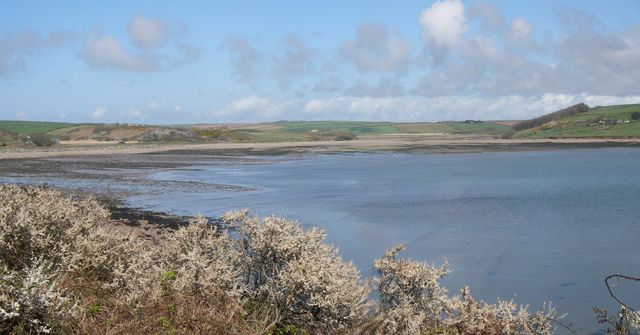
Die Bucht Dale Roads
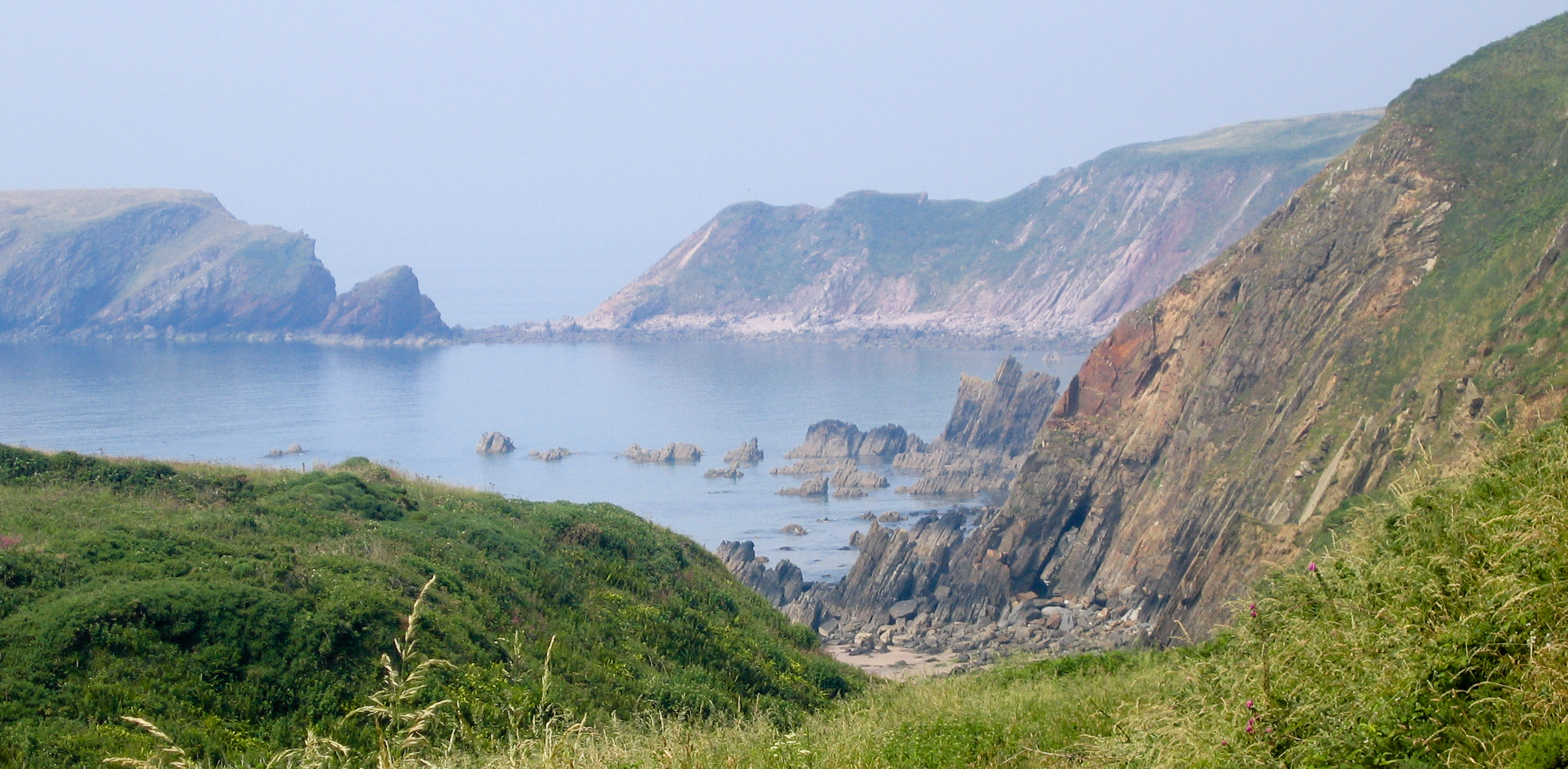
Felsige Bucht bei Dale